# Dieter Rieke
Dieter Rieke (* 21. Juni 1925 in Osnabrück; † 4. September 2009 in Rüsselsheim) war ein deutscher Journalist und Politiker (SPD).

## Leben
Dieter Rieke wurde 1925 in Osnabrück als Sohn eines Beamten geboren. 1942 zog seine Familie nach Gardelegen um, wo er 1943 das Abitur ablegte. Anschließend wurde Rieke zum Reichsarbeitsdienst und später zur Wehrmacht einberufen. Im Februar 1944 nahm er an der Schlacht um Monte Cassino teil. Im Juni 1944 geriet er an der Westfront in amerikanische Kriegsgefangenschaft, aus der ihm jedoch die Flucht gelang. An Malaria erkrankt, erlebte Rieke das Kriegsende in Gardelegen, ohne erneut in Kriegsgefangenschaft zu geraten. Im Juni 1945 trat er der neugegründeten SPD-Ortsgruppe bei und arbeitete fortan in der Kreisverwaltung. Seit September 1945 war er Leiter des Nachrichtenamts des Landkreises Gardelegen.
Weil er auch nach der Zwangsvereinigung von SPD und KPD zur SED Kontakt zum Ostbüro der SPD in Hannover unterhielt, wurde Rieke am 4. Mai 1948 in seinem Büro vom sowjetischen NKWD verhaftet und in das Kellergefängnis „Roter Ochse“ in Halle verbracht. Am 2.  Oktober 1948 wurde er ins NKWD-Gefängnis nach Berlin-Hohenschönhausen verlegt. Kurz vor seiner Verurteilung am 14. April 1949 wurde er in das MFG-Gefängnis in der Alfredstraße in Berlin-Lichtenberg gebracht. Ein sowjetisches Militärtribunal verurteilte ihn zu 25 Jahren Zwangsarbeit und verlegte ihn ins „Gelbe Elend“ nach Bautzen. Dort beteiligte er sich an einer Revolte von Häftlingen im März 1950 und verbrachte anschließend vier Jahre in Einzelhaft. Rieke war Mitautor des Offenen Briefes der Häftlinge, den Herbert Wehner 1950 auf dem SPD-Parteitag verlas. Nach seiner auf Grund internationaler Proteste erfolgten vorzeitigen Entlassung am 21. Dezember 1956 floh Rieke am 21. Januar 1957 mit seiner Familie in die Bundesrepublik Deutschland und engagierte sich dort erneut in der SPD. 
Bereits seit 1956 war er Journalist beim „Vorwärts“ in Bonn. Als Vorsitzender des Arbeitskreises ehemaliger politischer Häftlinge engagierte er sich weiter für die Belange verfolgter Sozialdemokraten. 1967 übernahm er das Amt des Pressesprechers des Sport- und Verkehrsamts sowie des Presseamtsleiters der Stadt Rüsselsheim. Im Rahmen seiner journalistischen Tätigkeit für den Vorwärts-Verlag thematisierte er immer wieder seine Erfahrungen aus der SBZ/DDR und wurde deshalb auch in der Bundesrepublik bis 1989 von der Staatssicherheit der DDR „operativ bearbeitet“. 1999 erschien seine Autobiografie „Geliebtes Leben“.

## Publikationen
- Dieter Rieke (Hrsg.): Sozialdemokraten im Kampf gegen die rote Diktatur unter Stalin und Ulbricht. Friedrich-Ebert-Stiftung, Bonn 1990.
- Dieter Rieke (Hrsg.): Sozialdemokraten als Opfer im Kampf gegen die rote Diktatur. Friedrich-Ebert-Stiftung, Bonn 1994.
- Dieter Rieke: Geliebtes Leben: Erlebtes und Ertragenes zwischen den Mahlsteinen jüngster deutscher Geschichte. Berlin 1999.